# Rhynchozoon crenulatum
Rhynchozoon crenulatum är en mossdjursart som först beskrevs av Campbell Easter Waters 1887.  Rhynchozoon crenulatum ingår i släktet Rhynchozoon och familjen Phidoloporidae. Inga underarter finns listade i Catalogue of Life.